# Helia grandiflora
Espèce
Classification APG III (2009)
Synonymes
selon tropicos :
- Chelonanthus grandiflorus (Aubl.) Hassl.
- Chelonanthus chelonoides (L.) Gilg
- Chelonanthus schomburgkii (Griseb.) Gilg
- Lisianthius chelonoides (L.) L. f.
- Lisianthius grandiflorus Aubl. - Basionyme
- Lisianthius schomburgkii Griseb.
- Penstemon chelonoides L.
- Irlbachia grandiflora (Aubl.) Maas[1]

selon le GBIF :
- Chelonanthus grandiflorus (Aubl.) Hassl.
- Allamanda parviflora C.Presl
- Chelonanthus schomburgkii (Griseb.) Gilg
- Helia chelonodes Kuntze, 1891
- Helia grandiflora (Aubl.) Kuntze
- Helia schomburgkii (Griseb.) Kuntze
- Lisianthius alatus Willd.
- Lisianthius alatus Willd. ex Griseb.
- Lisianthius grandiflorus Aubl. - Basionyme
- Lisianthius schomburgkii Griseb.
- Lisianthus alatus Willd.
- Lisianthus alatus Willd. ex Griseb.
- Lisianthus grandiflorus Aubl.
- Lisianthus schomburgkii Griseb.
- Lisyanthus chelonoides (L.) Griseb., 1838
- Lisyanthus grandiflorus Aubl., 1775
- Penstemon chelonoides L., 1775[2]

Helia grandiflora est une espèce de plante herbacées du plateau des Guyanes et du Bassin amazonien, appartenant à la famille des Gentianaceae.
Elle est connue en Guyane sous les noms de dankuna tabaka (Nenge tongo), au Suriname comme joelieballi (Arawak), dia tabaka, kwasi-bita, sabana-tabacca, sabana-tabaka, sabana tabak (Sranan tongo), koeraja, au Guyana comme  yuriballi, yuroballi (Arawak), aha, amerindian tobacco, salidore, wild tobacco, ou au Brésil Tabaco-de-lagarto.

## Description
Helia grandiflora est une Herbacée ou un sous-arbrisseau non ramifié, parfois peu ramifié, atteignant jusqu'à 2,5 m de haut. 
Les tiges et les branches, atteignent jusqu'à 1,1 cm de diamètre, sont sur les 3-4 entrenœuds inférieurs quadrangulaires avec des ailes larges de 0,1-1,8 mm, puis devenant brusquement cylindriques sans ailes, avec des entrenœuds longs de 2,3-27,2 cm.
Les feuilles sont sessiles, ou parfois pétiolées avec des pétiole longs de 0-0,5 cm.
Le limbe est membraneux, de forme ovale à elliptique, à base atténuée (obtuse juste en dessous de l'inflorescence), à marge non épaissie, plate, à apex aigu, et mesurant 2,0-23,9 x 0,9-11,7 cm. 
Les inflorescence portent 5-45 fleurs.
Les bractées sont de forme ovale à apex acuminé (obtus ou aigu), long de 1,3-9,3 mm, avec des pédicules longs de 4-11 mm. 
Les fleurs sont horizontales.
Le calice est vert, mesurant 5-11 x 5-9 mm, avec des lobes de forme ovale, à marges membraneuses, à apex obtus, et mesurant 3-6 x 3-5 mm.
La corolle est de couleur crème, vert pâle, vert jaune à jaune, avec une tache vert foncé à l'apex de chaque lobe de la corolle.
Elle a la forme d'un entonnoir, long de 21-44 mm pour 13-27 mm de large à l'embouchure, avec des lobes ovales, à apex obtus, mesurant 5-10 x 6-8 mm.
Les étamines non extériorisées, ont des filets longs de 12-18 mm, avec des poches staminales ± présentes au point d'insertion, incurvées vers le bas près de l'anthère.
Les anthères sont blanches, de forme elliptiques à ovales, longues de 2,4-3,6 mm, devenant droites après l'anthèse.
L'exine du pollen est diversement réticulée avec structures épaisses aux pôles,.
Le pistil est long de 21-27 mm, avec l'ovaire mesurant 5,9-7,9 x 2,7-3,1 mm.
Le style est long de (9-)14-20 mm, avec le lobe du stigmate de forme elliptique, mesurant 2,5-5,4 x 1,5-2,4 mm. 
Les fruits sont des capsules brunes, ellipsoïdes, mesurant 9-20 x 4-9 mm.
Les graines sont brunes, mesurant 0,1-0,4 mm de diamètre.
Helia grandiflora est souvent confondu avec Helia alata.

## Répartition
Helia grandiflora est présent dans certaines îles des Petites Antilles (Trinidad et Grenade), en Colombie, au Venezuela, dans les Guyanes, et au Brésil.

## Écologie
Helia grandiflora pousse souvent dans des ouvertures forestières le long de cours d'eau, sur les bords de routes, ou dans les formations secondaires, et parfois dans des savanes herbeuses et les végétations de type cerrado ou caatinga, le plus souvent sur des sols humides de sable blanc, pauvres en nutriments, mais parfois sur des sols rocheux ou sur des sols argileux ou latéritiques, à 80-1 900 m d'altitude,.
Helia grandiflora est pollinisée par des chauves-souris et aurait des tendances myrmécophiles : les nectaires situés à la base des calices et à la base des pédicelles semblent être particulièrement attractifs pour les fourmis (ce qui peut rappeler les observations faites sur Helia alata, espèce avec laquelle elle est parfois confondue).
Helia grandiflora a été étudiée sous divers aspects : 
- sa phylogénie[11],[7],[12]
- ses nectaires extrafloraux[13],[14]

## Usages
En Guyane, Helia grandiflora est considérée comme une "plante amère" aux propriétés toniques et fébrifuges. 
Au Guyana, la décoction des feuilles est employée pour "nettoyer le ventre sale" et contre la malaria.
Au Brésil, les communautés riveraines du bassin de l'Unini (en) (Amazonas) emploient les feuilles de Helia grandiflora pour soigner les problèmes dermatologiques (gale, dermatophytes, pityriasis versicolor, démangeaisons et lésions cutanées).

## Protologue

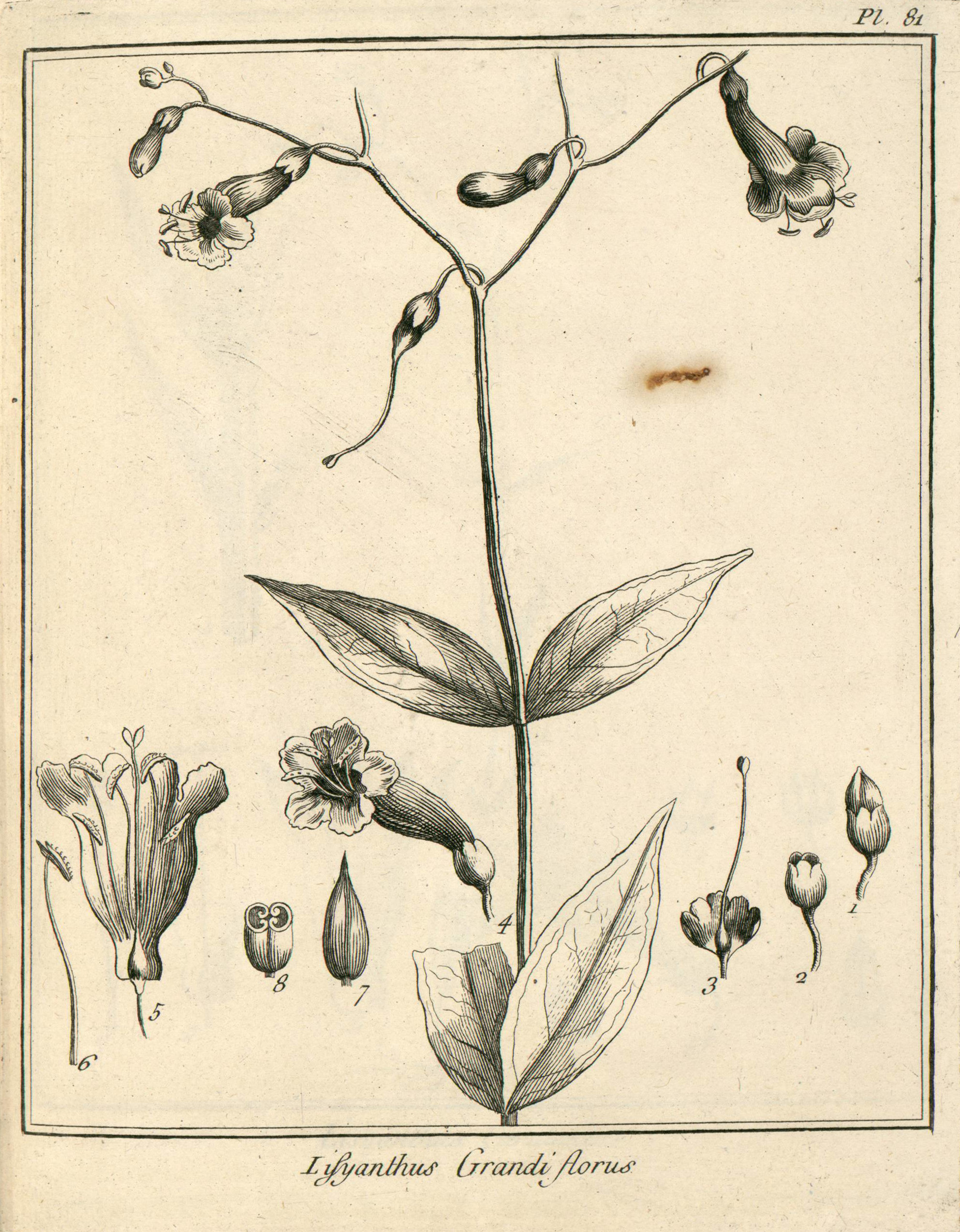
Lisianthius_grandiflora Aubl. (= Helia grandiflora (Aubl.) Struwe, S. Nilsson & V.A. Albert) par Aublet (1775) :
Planche 81. Lisianthius_grandiflora - 1. Bouton de fleur. - 2. Calice. - 3. Calice ouvert. Ovaire, Style. Stigmate. - 4. Fleur épanouie. - 5. Corolle ouverte. Étamines. piſtil. - 6. Étamine. - 7. Capſule. - 8. Capſule coupée en travers.

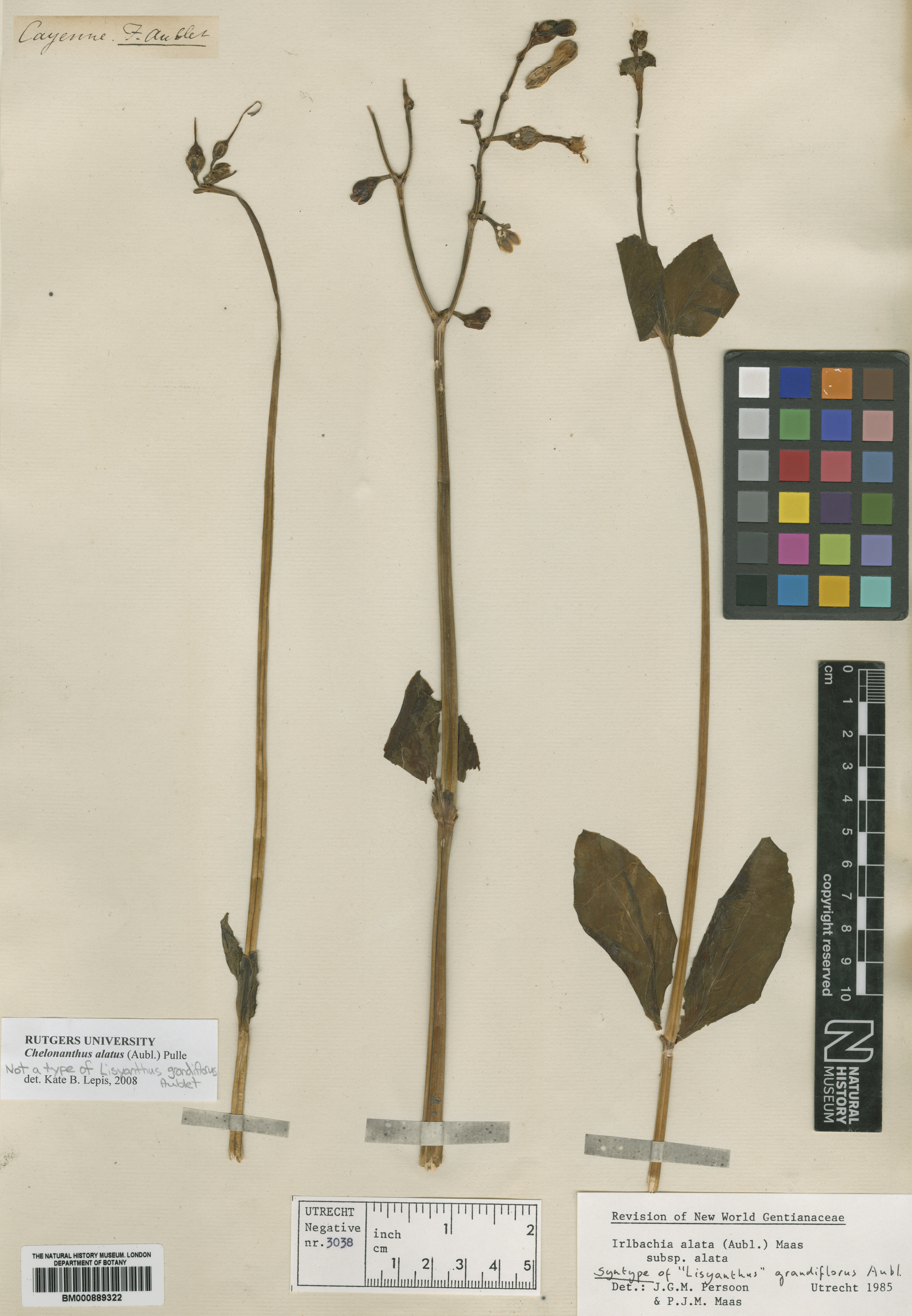
échantillon type de Lisianthius grandiflorus Aubl. (= Helia grandiflora (Aubl.) Kuntze) collecté par Aublet en Guyane

En 1775, le botaniste Aublet a décrit cette plante pour la première fois sous le nom de Lisianthius alatus, et en a proposé le protologue suivant : 

« 3. LISYANTHUS (grandiflorus) foliis connatis, ovato-oblongis, acutis, floribus vireſcentibus. (Tabula 81.)
Planta annua. Radix fibroſa, ramofa, ſublignoſa. Caulis ſimplex, nodoſus, erectus, parte infima tetragonus, ſupremâ teres. Folia oppoſita, ſeſſilia, lanceolata, acuta, glabra, glauca, integerrima. Flores terminales: ramuſculo ad apicem dichotomo, & iterùm indichotomia deſinente. Flores axillares, intrà dichotomiam ſolitarii, pedunculati ; pedunculo incurvo. Calix ; perianthium carnoſum, concavum, quinquedenutum, denticulis membranaceis. Corolla ampla, ſubviridis, limbus quinquefidus ; lobis ſubrotundis, ad oras criſpis, introrsum flexis. Antheræ ſimplices, biloculares.
Habitat in locis humidis Caïennæ & Guianæ.

LA LISYANTHE à grande fleur. (Planche 81.)
Cette plante eſt annuelle. Sa racine eſt rameuſe & fibreuſe. Elle pouſſe une tige droite, haute de deux ou trois pieds : elle eſt verte, liſſe, ſimple, noueuſe, à quatre angles par le bas, & cylindrique par le haut. 
Les feuilles qui partent de chaque nœud ſont oppoſées, & ſe réuniſſent par le bas, en embraſſant la tige. Elles ſont vertes, entières, molles, liſſes, ovales, terminées par une longue pointe. La tige par le haut ſe partage en deux branches qui ſe diviſent en deux autres, ainſi de fuite ; entre chaque diviſion eſt une fleur dont le pédoncule ſe courbe vers le bas.
Le calice eſt d'une ſeule pièce, en forme de coupe, vert, charnu, il eſt diviſé en cinq petites parties jaunes & membraneuſes. 
La corolle eſt verdâtre, d'une ſeule pièce. C'eſt un tube long, ſtrié, qui ſe renfle & s'évaſe en ſortant du calice, & dont le bout ſupérieur eſt découpé en cinq lobes ſinués & arrondis, qui ſe renverſent en arrière. Cette corolle eſt attachée autour d'un diſque qui porte l'ovaire. 
Les étamines ſont au nombre de cinq, trois plus longues, & trois plus courtes. Elles ſont placées ſur la paroi interne du tube, vers ſa partie inférieure la plus étroite. Leur filet eſt charnu, blanchâtre. L’anthère eſt verdâtre, longue, inclinée & à deux bourſes. 
Le piſtil eſt un ovaire oblong, aigu, marqué de deux côtes d'un ſillon. Il eſt ſurmonté d'un style long, grêle, terminé d'un stigmate à deux lames vertes & épaiſſes.
L'ovaire devient une capsule ſèche, renfermée dans le calice ; die s'entr'ouvre par le haut en deux valves, & elle eſt à deux loges, donc les lames de la cloiſon ſe roulent des deux côtes dans chaque loge. 
Elles ſont chargées de semences très menues, brunes, anguleuſes & chagrinées.
Cette plante croît dans les lieux humides de l'île de Caïenne, & dans la terre ferme, aux environs de l'habitation de madame Bertier, quartier d'Aroura. »

— Fusée-Aublet, 1775.